# Тахт Сингх

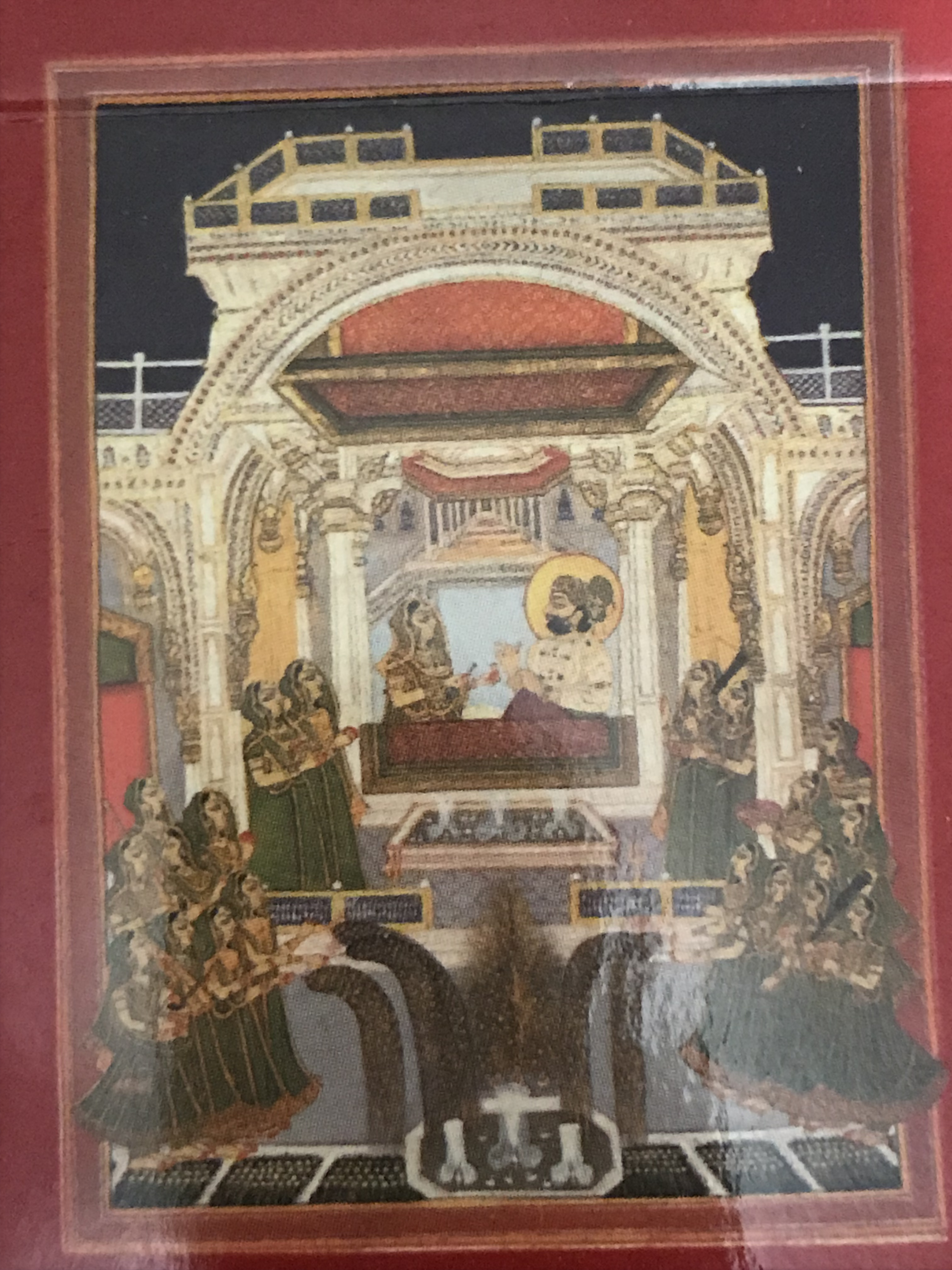
Махараджа Тахт Сингх празднует Дивали

Тахт Сингх (хинди तख्त सिंह; 6 июня 1819 — 13 февраля 1873) — первый регент (1839—1841) и последний махараджа Ахмеднагара (Химматнагар) в 1841—1843 годах в результате соглашения с англичанами. После того, как он уступил Ахмаднагар (Химматнагар) Идару, он был признан махараджей Джодхпура (1843—1873).

## Биография
Родился 6 июня 1819 года в Ахмеднагаре (Химматнагар), второй сын Карана Сингха и внук Саграма Сингха (1787—1835), махараджи Ахмеднагара (Химматнагар) с 1798 по 1835 год. У него было мало шансов взойти на трон, однако после смерти своего брата Притхи Сингха (1818—1839) в 1839 году он стал регентом всего государства и занимал этот пост до рождения сына своего брата, Балванта Сингха, который был провозглашен правителем при его рождении. Затем Тахт Сингх стал регентом нового правителя и занимал этот пост до смерти своего племянника 23 сентября 1841 года, когда он стал махараджей Ахмеднагара (Химматнагар).
Однако через два года его правления, в 1843 году, Ман Сингх, махараджа Джодхпура, скончался. Его вдовы убедили его принять наследование, поскольку он был членом династии Ратхор через своего деда, Саграма Сингха, махараджу Идара, который сам был сыном Ананда Сингха, первого махараджи Идара, и младшего сына махараджи Аджита Сингха, махараджи Джодхпура, однако, ему пришлось уступить Ахмеднагар (Химматнагар) обратно княжеству Идар, чтобы быть признанным в Джодхпуре британцами.
Итак, 29 октября 1843 года Тахт Сингх был коронован в качестве махараджи Джодхпура в Мехрангархе. Позже в своей жизни он верно служил британцам во время Индийского восстания 1857 года, а в 1862 году получил санад усыновления.
В течение своей жизни он был хроническим бабником. У него было 30 жен. Он умер в Джодхпуре 13 февраля 1873 года и был кремирован в Мандоре. Ему наследовал его старший сын Джасвант Сингх II в Джодхпуре, в то время как его третий сын, Пратап Сингх (1845—1922), стал махараджей Идара. Его старшая дочь, Кумари Чанд Канвар Бай Лал, стала женой махараджи Саваи Рама Сингха II, махараджи Джайпура.
У Тахта Сингха было 22 сына и 14 дочерей.